# Veni redemptor gentium

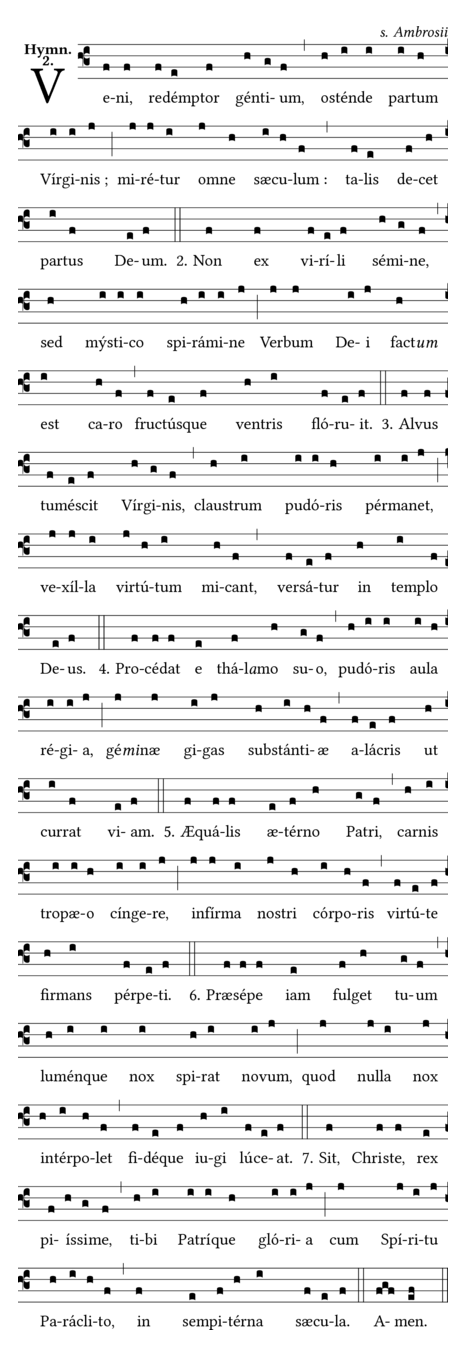
Veni, redemptor gentium, testo e melodia gregoriana

Veni redemptor gentium (Vieni, redentore delle genti) è un inno latino composto da sant'Ambrogio utilizzato nella liturgia romana per il tempo di Avvento.

## Innologia
Tra le composizioni inniche riconosciute come sicuramente autentiche di Ambrogio si contano quattro inni e tra questi anche il Veni redemptor. È sant'Agostino, probabilmente, uno dei primi a parlarne nel Sermo 372: "Hunc nostri gigantis excursum brevissime ac pulcherrime cecinit beatus Ambrosius in hymno, quem paulo ante cantasti".
Di questa composizione ne parla anche Celestino I: "Recordor beatae memoriae Ambrosium in die natalis Domini nostri Jesu Christi omnem populus fecisse una voce Deo canere: Veni redemptor gentium".
Come tutti gli inni di Ambrogio, si tratta di una composizione in dimetri giambici.

### Nel rito romano
Il Veni redemptor gentium è l'inno dell'ufficio delle letture delle ferie privilegiate d'Avvento, ma tradizionalmente non era accolto nel Breviario romano. L'Inno per il tempo di Natale è: Christe, Redemptor omnium.

### Nel rito ambrosiano
Lo si trova per il tempo di Natale fino all'Epifania preceduto dalla strofa:
Intende, qui regis Israel,
super Cherubim qui sedes,appare Ephrem coram, excita potentiam tuam et veni.

### Nel luteranesimo
L'inno venne tradotto in tedesco da Martin Lutero come Nun komm, der Heiden Heiland e la corrispondente melodia gregoriana rielaborata (forse con l'aiuto del musicista Johann Walter in forma di corale. J. S. Bach utilizzò la melodia come cantus firmus per due omonime cantate, BWV 61 e BWV 62 oltre che per vari pezzi per organo.

## Testo
ostende partum virginis

miretur omne saeculum

talis decet partus Deum.

Non ex virili semine,

sed mystico spiramine

verbum Dei factum est caro,

fructusque ventris floruit.

Alvus tumescit virginis,

claustrum pudoris permanet,

vexilla virtutum micant:

versatur in templo Deus.

Procedat e thalamo suo,

pudoris aula regia,

geminae gigas substantiae,

alacris ut currat viam.

Egressus eius a Patre,

regressus eius ad patrem,

excursus usque ad inferos,

recursus ad sedem Dei.

Aequalis aeterno Patri,

carnis trophaeo cingere,

infirma nostri corporis

virtute firmans perpeti.

Praesepe iam fulget tuum,

lumenque nox spirat novum,

quod nulla nox interpolet

fideque iugi luceat.

Sit Christ rex piissime,

tibi Patrique gloria,

cum Spiritu Paraclito,

rivela il parto della vergine

i secoli si meravigliano

tale parto si addice a Dio

Non da seme d'uomo,

ma dall’arcano soffio dello Spirito

il Verbo di Dio si è fatto carne

ed è fiorito come frutto di un grembo.

S’inarca il grembo della Vergine,

ma il pudico chiostro rimane chiuso,

i vessilli delle virtù brillano:

Dio ha preso dimora nel suo tempio.

Esca dal suo talamo nuziale,

aula regia di santo pudore,

il Forte dalla duplice natura,

e corra veloce il suo cammino.

E venuto da suo Padre,

ed è tornato a suo Padre,

discese fino agli Inferi,

riascese alla sede di Dio.

Uguale all'eterno Padre,

cingi il trofeo della carne,

rafforza con la tua potenza

la fiacchezza del nostro corpo.

Già rifulge la tua mangiatoia,

la notte effonde una luce nuova,

nessuna notturna tenebra la offuschi,

ma splenda per sempre di fede

Cristo re misericordioso a te

e al Padre sia gloria,

insieme allo Spirto Paraclito

per i secoli dei secoli.»